# Helcogramma springeri
Helcogramma springeri és una espècie de peix de la família dels tripterígids i de l'ordre dels perciformes.

## Morfologia
- Els mascles poden assolir 3,4 cm de longitud total.[3]

## Hàbitat
És un peix marí de clima tropical que viu entre 3-10 m de fondària.

## Distribució geogràfica
Es troba a les Filipines, Indonèsia, Nova Guinea, Vanuatu, Austràlia i Salomó.